# Indicatifs régionaux 204 et 431
Les indicatifs régionaux 204 et 431 constituent les indicatifs téléphoniques régionaux de la province du Manitoba au Canada. Les indicatifs régionaux couvrent tout le territoire de la province. 
L'indicatif régional 431 est créé en juillet 2012 et chevauche le territoire de l'indicatif 204.
Les indicatifs régionaux 204 et 431 font partie du Plan de numérotation nord-américain.
L'entreprise de services locaux titulaire pour les indicatifs 204 et 431 est Bell MTS.

## Historique
Cet indicatif date de 1947 et est l'un des indicatifs originaux du Plan de numérotation nord-américain.
En 2009, l'administrateur du plan de numérotation canadien a prévu que les numéros de téléphone de l'indicatif 204 seront épuisés dans quelques années. En juillet 2010, le Conseil de la radiodiffusion et des télécommunications canadiennes (CRTC) a approuvé un chevauchement de l'indicatif 204 par un nouvel indicatif, l'indicatif 431, et l'implantation du nouvel indicatif en novembre 2012.

## Principales villes et indicatifs de central correspondants
- Arborg : 494 498
- Altona : 217 324
- Brandon : 321 455 570 571 573 574 578 580 717 720 721 724 725 726 727 728 729 730 740 761 922
- Carberry : 834 844
- Churchill : 675
- Pine Falls : 367
- Dauphin : 638 648
- Flin Flon : 687 923
- Morden : 822 823
- Oakville : 267 964
- Portage la Prairie : 239 240 249 309 515 850 856 857 870 871 872 892
- Selkirk : 260 420 481 482 485 492 785 971 994 444
- Steinbach : 300 320 326 346 355 370 371 380 381 392 972 993
- Stonewall : 454 467 490
- Swan River : 236 238 281 524 525 539 569 733 734
- The Pas : 617 620 623 627 978
- Thompson : 307 598 670 677 679 778 939 970
- Virden : 491 556 707 718 748 851
- Winkler : 312 325 331 332 361 362 384 493
- Winnipeg : 201 218 219 220 221 222 223 224 225 226 227 228 229 230 231 232 233 235 237 250 251 253 254 255 256 257 258 259 260 261 262 269 272 275 282 283 284 285 287 289 290 291 292 293 294 295 296 297 298 299 318 330 333 334 336 338 339 360 390 391 399 414 415 416 421 430 451 452 453 470 471 474 475 477 478 479 480 487 488 489 499 504 509 510 514 515 518 582 586 588 589 594 612 619 631 632 633 654 661 663 667 668 669 688 694 695 697 760 770 771 772 774 775 777 779 780 781 782 783 784 786 787 788 789 790 791 792 793 794 795 797 798 799 800 801 802 803 804 805 807 831 832 833 837 862 880 885 887 888 889 890 891 894 895 896 897 898 899 910 918 919 920 924 925 926 927 928 929 930 931 932 933 934 935 936 938 940 941 942 943 944 945 946 947 948 949 951 952 953 954 955 956 957 958 960 962 963 975 977 979 981 982 983 984 985 986 987 988 989 990 992 995 996 997 998 999